# La Cagoule
La Cagoule (pol. Kaptur), pełna nazwa Comité secret d’action révolutionnaire (CSAR) – nieformalna nazwa tajnej francuskiej organizacji politycznej o charakterze skrajnie prawicowym działającym w II poł. lat 30. XX wieku, jego członkowie byli określani terminem Cagoulards. Spolszczona nazwa członków organizacji to kagulardzi.
Organizacja została założona w 1935 r., w większości przez b. członków orleańskiej frakcji Action Française (AF), rozczarowanych jej zbyt umiarkowanym kursem politycznym i brakiem radykalnych działań wymierzonych w lewicowe rządy francuskie. Głównymi działaczami spośród nich byli Eugène Deloncle, Aristide Corre, Joseph Pozzo di Borgo, Henri Marin, Jean Filliol, Eugène Schueller, założyciel firmy kosmetycznej L’Oréal. Nazwa La Cagoule została nadana przez Charles’a Maurras’a, przywódcę AF, któremu konspiratorzy skojarzyli się z członkami amerykańskiego Ku Klux Klanu. Organizacja zorganizowana była w sposób wojskowy, próbowała też przeniknąć do armii, głównie w celu zdobycia broni. Jej głównym celem było zniszczenie III Republiki Francuskiej rządzonej przez lewicowy Front Ludowy. Głoszono hasła antykomunistyczne i skrajnie prawicowe, nawołując do działań terrorystycznych. Pojawiała się też retoryka faszystowska. Organizowano też zabójstwa działaczy komunistycznych lub skrajnie lewicowych. W listopadzie 1937 r. policja odkryła spisek i aresztowała wielu członków La Cagoule, rozbijając organizację.
Podczas II wojny światowej b. członkowie La Cagoule byli podzieleni. Część podjęła kolaborację z okupantami, jak E. Deloncle i E. Schueller, którzy założyli faszystowskie ugrupowanie polityczne Rewolucyjny Ruch Społeczny, czy Joseph Darnand, b. szef struktur La Cagoule w Nicei, który został przywódcą Legionowej Służby Porządkowej, przekształconej następnie w Milicję Francuską. Natomiast część zaangażowała się w działalność antyhitlerowskiego ruchu oporu (resistance).
Część badaczy uważa, że członkiem La Cagoule w swojej młodości był François Mitterrand, przyszły prezydent Francji.

## Literatura
- Jarosław Tomasiewicz: Terroryzm na tle przemocy politycznej (Zarys encyklopedyczny), Katowice 2000, s. 79
- Kagulardzi w Słowniku Języka Polskiego
- Kagulardzi w Interia Encyklopedia